# دولة متعددة القوميات

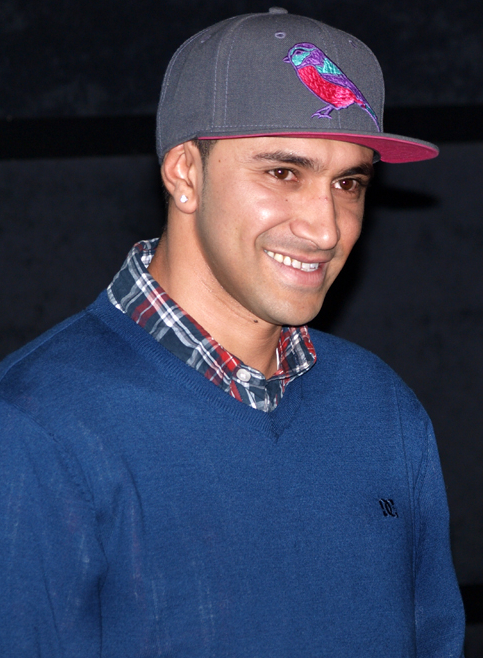

الدولة متعددة القوميات هي دولة مستقلة ينظر إليها على أنها تتكون من أمتين أو أكثر. مثل هذه الدولة يتباين مع مفهوم الدولة القومية حيث تكون قومية واحدة الأغلبية الساحقة من السكان. المملكة المتحدة، الفدرالية الروسية، الهند، جنوب أفريقيا وكندا ينظر إليهن كأمثلة معاصرة للدول متعددة القوميات، بينما النمسا-هنجاريا، الإتحاد السوفيتي ويوغوسلافيا أمثلة على دول تاريخية متعددة القوميات تقسمت مذاك على عدد من الدول المستقلة. بعد المحللين وصفو الاتحاد الأوروبي بأنه دولة متعددة القوميات أو كمرشح لتكون كذلك.
بحسب تعريف مصطلحات مثل «قوم» أو «أمة»، فإن الدولة متعددة القوميات قد تكون أو لا تكون متعددة الثقافات و/أو متعددة اللغات.

## مواضيع متعلقة
- دولة قومية